# Rockingham County (New Hampshire)
Rockingham County ist ein County im Bundesstaat New Hampshire der Vereinigten Staaten mit 314.176 Einwohnern im Jahr 2020. Der Verwaltungssitz (County Seat) ist Exeter. Teile der Verwaltung sind auch in Brentwood ansässig. Benannt ist es nach Charles Watson-Wentworth, 2. Marquess of Rockingham.

## Geschichte
Zwölf Orte im County haben den Status einer National Historic Landmark. 121 Bauwerke und Stätten des Countys sind insgesamt im National Register of Historic Places eingetragen (Stand 15. Februar 2018).

## Bevölkerungsentwicklung
| Jahr      | 1980    | 1990    | 2000    | 2010    | 2020    |
| --------- | ------- | ------- | ------- | ------- | ------- |
| Einwohner | 190.047 | 245.845 | 277.359 | 295.223 | 314.176 |

## Geographie
Das County hat eine Fläche von 2056 Quadratkilometern. Davon sind 256 Quadratkilometer (12,5 Prozent) Wasserflächen.
Nachbar-Counties
- Strafford County, Norden
- York County (Maine), Nordosten
- Essex County (Massachusetts), Süden
- Hillsborough County, Westen
- Merrimack County, Nordwesten

## Städte und Gemeinden
Rockingham County teilt sich in eine city und 36 towns, beide Begriffe werden im Deutschen mit Stadt übersetzt. Angegeben sind die Einwohnerzahlen der Volkszählung von 2020.
Cities
- Portsmouth, 21.956

Towns
| - Atkinson, 7.087 - Auburn, 4.946 - Brentwood, 4.490 - Candia, 4.013 - Chester, 5.232 - Danville, 4.480 - Deerfield, 4.855 - Derry, 34.317 - East Kingston, 2.441 | - Epping, 7.125 - Exeter, 16.049 - Fremont, 4.739 - Greenland, 4.067 - Hampstead, 8.998 - Hampton, 16.214 - Hampton Falls, 2.403 - Kensington, 2.095 - Kingston, 6.202 | - Londonderry, 25.826 - New Caste, 1.000 - Newfields, 1.769 - Newington, 811 - Newmarket, 9.430 - Newton, 4.820 - North Hampton, 4.538 - Northwood, 4.641 - Nottingham, 5.229 | - Plaistow, 7.830 - Raymond, 10.684 - Rye, 5.543 - Salem, 30.089 - Sandown, 6.548 - Seabrook, 8.401 - South Hampton, 894 - Stratham, 7.669 - Windham, 15.817 |